# 2012 GX17
2012 GX17, também escrito como 2012 GX17, é um corpo celeste que é classificado como um centauro, numa classificação estendida de centauros. Ele possui uma magnitude absoluta de 7,8 e tem um diâmetro estimado de cerca de 121 km.

## Descoberta
2012 GX17 foi descoberto no dia 14 de abril de 2013 pelo Pan-STARRS 1.

## Órbita
A órbita de 2012 GX17 tem uma excentricidade de 0,551 e possui um semieixo maior de 37,751 UA. O seu periélio leva o mesmo a uma distância de 16,954 UA em relação ao Sol e seu afélio a 58,549 UA.